# Calymperes dixoconstrictum
Calymperes dixoconstrictum là một loài rêu trong họ Calymperaceae. Loài này được B.C. Tan & Mohamed mô tả khoa học đầu tiên năm 1988.